# Joaquim Rifé i Climent
Joaquim Rifé i Climent, també conegut com a Rifé II (el seu germà Llorenç era Rifé I), és un exfutbolista i exentrenador català de futbol dels anys 60 i 70. Va ser internacional amb la selecció catalana i amb la selecció espanyola.

## Biografia
Va néixer a Barcelona el 4 de febrer de 1942. Jugava a la posició de lateral dret, malgrat haver començat com extrem i més tard com a interior, i va desenvolupar quasi tota la seva trajectòria com a jugador al FC Barcelona, arribant a ser capità de l'equip. Amb un total de 535 partits disputats, és el cinquè jugador de la història amb més partits al club.
Va debutar al primer equip del FC Barcelona l'1 de novembre de 1964, en un derbi enfront del RCD Espanyol, amb tan bona fortuna que va marcar l'únic gol del partit que li va donar la victòria al Barça. Va aconseguir un total de sis títols, entre els quals va destacar la Lliga espanyola de futbol de la temporada 1973-1974, aconseguida al costat de companys com Salvador Sadurní, Asensi, Johan Cruyff, Carles Rexach o Hugo Sotil. També destaquen les dues Copes de Fires, la de la temporada 1965-1966, que el Barcelona va guanyar al Saragossa a la final, i la finalíssima de la temporada 1970-1971, que el FC Barcelona va guanyar en derrotar el Leeds United anglès, per 2 a 1, i que Rifé va recollir com capità de l'equip. També va guanyar en dues ocasions la Copa d'Espanya (1967-1968 i 1970-1971).
Joaquim Rifé va ser un dels protagonistes involuntaris d'un dels successos més polèmics de la història del club. La temporada 1969-1970, en el partit de tornada de la semifinal de la Copa que enfrontava el FC Barcelona i el Reial Madrid al Camp Nou, Rifé va fer una falta al madridista Velázquez un metre i mig fora de l'àrea, però l'àrbitre Guruceta, va xiular un penal que, fet i fet, va deixar eliminat al FC Barcelona. Es va produir un escàndol pel que es va considerar un tracte de favoritisme al Reial Madrid, i l'àrbitre Guruceta va ser recusat pel FC Barcelona.
Rifé va ser quatre vegades internacional amb la selecció espanyola, amb la qual va debutar el 28 de febrer de 1968, a Sevilla, al partit Espanya-Suècia (3-1). En el seu debut amb la selecció espanyola, igual que el va succeir amb el Barça, Rifé va marcar un gol: l'únic que va marcar amb Espanya. El seu últim partit oficial com futbolista, i com a jugador del FC Barcelona, el va disputar el 16 de maig de 1976, a l'estadi El Molinón, Gijón, davant el conjunt local. El resultat va ser d'empat a zero. Va ser el punt final a 12 anys com a professional.
Un cop retirat del futbol actiu, Rifé entrà a formar part del cos tècnic del FC Barcelona com a entrenador.
El 1978 va ser nomenat entrenador del primer equip del FC Barcelona, en substitució de Lucien Muller. Dirigí l'equip la temporada 1978-1979, en la qual assolí un gran èxit en guanyar la primera Recopa d'Europa del club. Fou la mítica final de Basilea (Suïssa) on derrotà el Fortuna Dusseldorf per 4-3. La següent temporada fou destituït a mitjans de la mateixa pels mals resultats, a més de la mala relació que tenia amb alguns jugadors com Hansi Krankl. Fou reemplaçat per Helenio Herrera.
El 1984 creà amb tres companys més de l'equip una prestigiosa escola de futbol base, l'Escola TARR. El nom prové de les inicials dels quatre fundadors, els ex jugadors Torres, Asensi, Rexach i el mateix Rifé.